# 李文藻

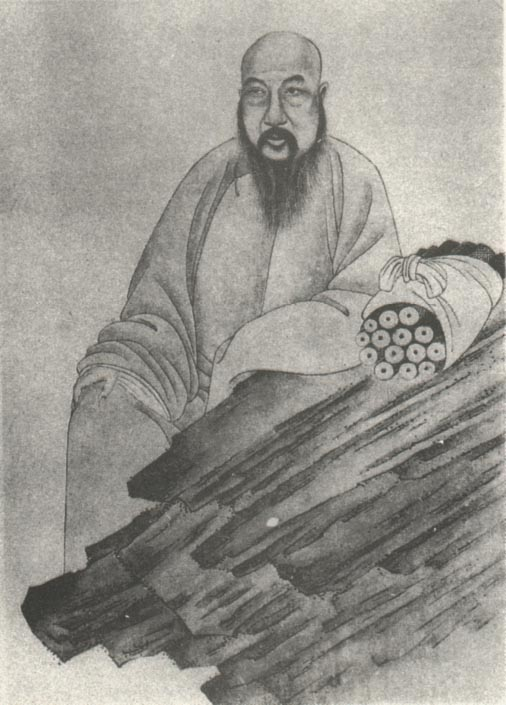

李文藻（1730年—1778年），字素伯，号茝畹，晚號南澗，山東益都人。清朝書法家、進士出身。

## 生平
十三歲随父游曹家亭，“长身多髯，赳赳如千夫长”，乾隆二十六年（1761年）進士，歷官广东恩平县。乾隆三十六年（1771年），擔任清朝廣州府新安縣知縣。后改潮阳县知县，好藏書，“，每入肆见异书辄典衣取债致之”，“为学无所不赅，齐鲁间藏书家，自李少卿中麓、王司寇池北书库著录皆罕传”，藏书处稱為“竹西书屋”。官至广西桂林府同知。乾隆四十三年（1778年）卒。編有《所藏書目》、《所見書目》等。